# Полни орган
Полни орган или примарна полна карактеристика је кратко дефинисано анатомски део тела који учествује у полном размножавању и конституише репродуктивни систем у сложеном организму, посебно спољашњи полни органи; спољашњи полно органи се често називају гениталије.
Цвет је репродуктивни орган цветница, шишарке су репродуктивни органи биљака са шишаркама, док су маховине, папрати и сличне биљке замеци репродуктивних органа.

## Терминологија
Латински израз гениталија, који се понекад односи и на гениталну област, користи се да опише видљиве полне органе, познате као примарне гениталије или спољне гениталије: код мушкараца: пенис и скротум; код жена дражица и стидница.
Други скривени полни органи односе се на секундарне гениталије или унутрашње гениталије. Најважније су гонаде, парне полне жлезде, конкретно тестиси код мушкарца или јајници код жене. Гонаде су прави полни органи, који потичу од гамета који садрже наследну ДНК. Они такође производе већину примарних хормона који утичу на полни развој, и регулишу друге полне органе и полно одвојена понашања.
Двосмисленије дефинисан термин је ерогена зона, што је, субјективно гледано, било која област на телу која, кад је стимулисана, производи еротску сензацију, укључујући увек гениталије.

## Сисари

### Спољни и унутрашњи полни органи
Видљиви део гениталија сисара код мушкараца састоји се од скротума и пениса; код жена од усни, клиториса и вагине.

Код људи, жене имају два генитална отвора, вагину и уретру, док мушкарци имају само један уретру. Мушке и женске гениталије имају много нервних завршетака, што резултује пријатном и веома осетљивом додиру. Код већине људских друштава, посебно конзервативним, непокривање полних органа у јавности се сматра непристојним па чак и незаконитим понашањем.
Код сисара, полни органи укључују:
| Женско | Мушко |
| --- | --- |
| - Бартолинијеве жлезде - Грлић материце - Клиторис - Френулум клиториса - Жлезде клиториса () - Шупљина клиториса - Фалопијев канал - усне - Велике усне стиднице - Мале усне стиднице - Френулум малих усана - Јајници - Скинове жлезде - Материца - Вагина - Стидница | - Булбоутералне жлезде - Споредне мошнице - Пенис - Препуцијум - Френулум пениса - Главић пениса - Простата - Скротум - Семене везикуле - Тестиси |

### Развој
У типичном пренатални периодпренаталном периоду, полни органи потичу од анатомије анлаге током гестације и диференцирају су се у мушке или женске варијације. SRY ген обично лоциран на ипсилон хромозому и шифрован фактор за одређење тестиса, одређује смер ове диференцијације. Његово одсуство омогућава гонадама да наставе да се развијају у јајнике.
После тога, развој унутрашњих органа за размножавање и спољних гениталија одређен је хормонима које производе одређене феталне гонаде (оваријуми или тестиси) и одговором ћелија на њих. Првобитно појављивање феталне гениталије (неколико недеља након зачећа) изгледају базички женско: пар „урогениталних набора“ са малим израштајем у средини, и уретром иза израштаја. Ако фетус има тестисе, и ако тестиси производе тестостерон, и ако ћелије гениталија одговоре на тестостерон, спољни урогенитални набори отичу и спајају се у средишњој линији правећи скротум; израштај постаје већи и прављи и формира пенис; унутрашњи урогенитални отоци расту, замотавају се око пениса, и спајају у средишњој линији уретре пениса.
Сваки полни орган једног пола има хомологи дупликат у другом. Види списак хомологија људских органа за размножавање. Из шире перспективе, цео процес полне диференцијације такође укључује и развој секундарних полних карактеристика као што су обрасци пубичне и длака на лицу и женске груди које се јављају у пубертету. Даље, разлике у можданој структури се јављају, утичући на, али не и апсолутно одређујући, понашање.
Међупол је развијање гениталија негде између типичних мушких и женских гениталија. Када је дете рођено, родитељи су суочени са одлукама које су често тешке да се донесу, као што су да ли треба или не треба модификовати гениталије, променити пол детета у мушко или женско, или оставити гениталије таквим какве јесу. Неки родитељи дозвољавају њиховим докторима да одлуче. Ако одлуче да модификују гениталије, имају приближно 50% шансе да ће добити гениталије које се подударају са дететовим родним идентитетом. Ако изаберу погрешне, њихово дете може показивати знаке трансексуализма, што може да води томе да имају неугодан живот док нису у могућности да излече проблем.

## Еволуција
Тешко је пронаћи заједничко порекло за гонаде, али су гонаде највероватније еволуирале независно неколико пута. У почетку су тестиси и јајници еволуирали природном селекцијом.
Појавио се консензус да сексуална селекција представља примарни фактор за гениталну еволуцију. Мушке гениталије показују особине дивергентне еволуције које су вођене сексуалном селекцијом.